# Plusiotricha carcassoni
Plusiotricha carcassoni är en fjärilsart som beskrevs av Claude Dufay 1972. Plusiotricha carcassoni ingår i släktet Plusiotricha och familjen nattflyn. Inga underarter finns listade i Catalogue of Life.